# Morondava
Morondava er en by i den vestlige del af Madagaskar, med et indbyggertal på cirka 38.000. Byen er hovedstad i regionen Menabe. 
20°17′S 44°19′Ø / 20.283°S 44.317°Ø